# Doneztebe/Santesteban
Doneztebe/Santesteban är en kommun och stad i Spanien.   Den ligger i provinsen Provincia de Navarra och regionen Navarra, i den nordöstra delen av landet, 300 km nordost om huvudstaden Madrid. Antalet invånare är 1 694.